# Campeonato Trinitário de Futebol de 2011-12
O Campeonato Trinitário de Futebol de 2011-12 foi a 13ª edição da principal divisão profissional do Trinidad e Tobago.